# Banqiodammen
Banqiodammen eller Banqiao Shuiku (kinesiska: 板桥水库) är en reservoar i Kina. Den ligger i provinsen Henan, i den centrala delen av landet, omkring 200 kilometer söder om provinshuvudstaden Zhengzhou. Banqiao Shuiku ligger 105 meter över havet. Arean är 23,9 kvadratkilometer. Trakten runt Banqiao Shuiku består till största delen av jordbruksmark. Den sträcker sig 7,5 kilometer i nord-sydlig riktning, och 9,2 kilometer i öst-västlig riktning.
Genomsnittlig årsnederbörd är 1 092 millimeter. Den regnigaste månaden är augusti, med i genomsnitt 222 mm nederbörd, och den torraste är december, med 14 mm nederbörd.

## Banqiaodammolyckan 1975
I augusti 1975 kollapsade Banqiaodammen efter ett intensivt regn, vilket skapade den tredje största översvämningen i historien som drabbade en total befolkning på 10 miljoner och översvämmade cirka 30 städer. Enligt Kinas regering dog 26 000 människor i direkt anslutning till olyckan. Andra undersökningar visar dock på att uppemot 240.000  människor ska ha avlidit.